# Kutłowica
Kutłowica (bułg. Кутловица) – wieś w północno-wschodniej Bułgarii, w obwodzie Silistra, w gminie Ałfatar. Według danych Narodowego Instytutu Statystycznego, 31 grudnia 2011 roku wieś liczyła 66 mieszkańców. Sobór odbywa się corocznie 24 maja.